# أسهم وساطة
أسهم الوساطة تعني الأسهم التي تحملها وكالات الوساطة الوطنية في الاتحاد الأوروبي كنتيجة للشراء الوسيط للسلع الخاضعة لدعم أسعار السوق. ويمكن طرح أسهم الوساطة في الأسواق الداخلية إذا تجاوزت الأسعار الداخلية أسعار الوساطة. وإلا، يمكن بيعها في السوق العالمي بمساعدة عمليات استرداد التصدير في إطار تنظيم لجان الإدارة المعنية بالسلع.